# Nodopelagia
Nodopelagia là một chi ốc biển, là động vật thân mềm chân bụng sống ở biển trong họ Fasciolariidae.

## Các loài
Các loài trong chi Nodopelagia gồm có:
- Nodopelagia brazieri (Angas, 1877)